# Yves Torchinsky
Yves Torchinsky (* 10. November 1957 in Paris) ist ein französischer Bassist und Komponist des Modern Jazz.

## Leben und Wirken
Torchinsky spielte zunächst Rockgitarre, bevor er zur Bassgitarre wechselte. Er war im Bereich des Jazzrock aktiv und spielte 1976 mit Dominique Pifarély. Er wechselte zum Kontrabass und gründete ein Trio mit dem Pianisten Francis Demanger, um dann die Gruppe Chicot à bois sec zu betreiben.
Seit Gründung 1981 mit Jean-Philippe Viret gehörte er zum Orchestre de Contrebasses; auch war er Mitglied der Ensembles von Xavier Cobot, Denis Badault, Gilles Clément, Jacques Bolognesi, Renaud Garcia-Fons, Simon Spang-Hanssen, Claus Stötter und René Urtreger. Auch begleitete er Barney Wilen und war an dem Projekt Paris Musette von Jean-Louis Chautemps beteiligt. Zwischen 2005 und 2008 gehörte er zum Orchestre National de Jazz unter Franck Tortiller, mit dem er auch in anderen Gruppen zusammenarbeitete.
Torchinsky unterrichtet am Konservatorium von Lille und der Universität Paris VIII. Seine Kompositionen wie „Noire est la nuit“ gelten in der französischen Kontrabass-Ausbildung als Standards.

## Diskographische Hinweise
- Orchestre de Contrebasses R U Sexperienced (King, 2012)
- Franck Tortiller Orchestre Sentimental 3/4 (CAM Jazz, 2009)
- Aeby, Blaser, Pouradier Duteil, Torchinsky, Rêves (yvp music, 2005)
- Franck Tortiller Trio Early Dawn (2004, Altrisuoni, 2004)
- Luzmila Carpio Le Chant de la Terre et des Etoiles (Accords Croisés, 2004)
- Claus Stötters Nevertheless Die Entdeckung der Banane (Jazz’n’Arts Records, 2003, mit Matthias Erlewein, Dizzy Krisch, François Laizeau)
- Orchestre de Contrebasses Danses Occidentales (Le Chant du Monde 1982)

## Lexikalischer Eintrag
- Philippe Carles, André Clergeat, Jean-Louis Comolli: Le nouveau dictionnaire du jazz. R. Laffont: Paris 2011